# フィンランド語訳聖書

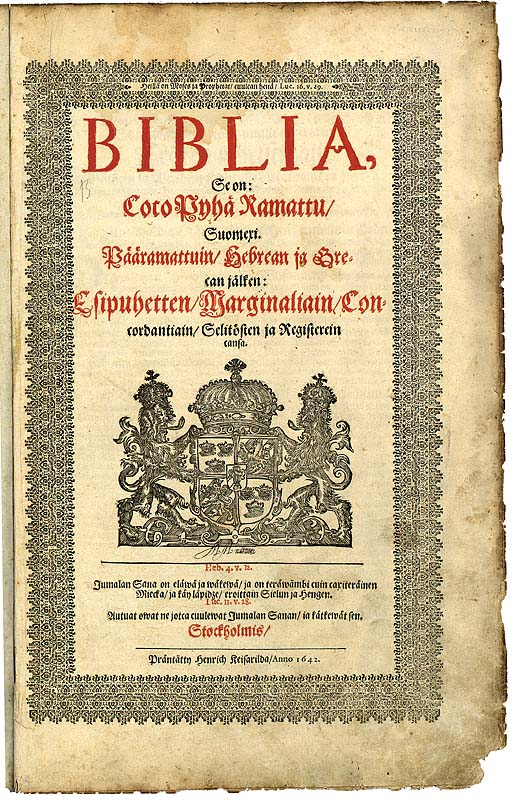
最古のフィンランド語『聖書』（1642年）

フィンランド語訳聖書（フィンランドごやくせいしょ、英語: Bible translations into Finnish）はキリスト教聖書のフィンランド語への翻訳を扱う。

## 翻訳
初めて完成された新約聖書の翻訳はミカエル・アグリコラ（1510年 - 1557年）による 「フィンランド語新約聖書」Se Wsi Testamenti Somexiであり、原語のギリシャ語に基づいて1548年に翻訳された。今日、アグリコラはフィンランドの文章語の父とされている。
聖書全体の最初の翻訳は「旧教会聖書」（Vanha kirkkoraamattu）と呼ばれているが正式には「Biblia, Se on: Coco Pyhä Ramattu Suomexi」という。これはエリック・ロトヴィウス（Erik Rothovius）主教率いる委員会によって1638年から1641年に訳され、1642年に出版された。1683年から1685年、に改訂されている (Florinus)。
その数世紀間にフィンランド語は書き言葉としても話し言葉としても発展し、平信徒にあっても読み書きは普通のものとなり、新しい版が必要となってきた。「ビィブリア」（Biiblia）もしくは「1776年聖書」（Vuoden 1776 raamattu）と呼ばれる聖書は1776年に出版された。聖職者だけでなく国民一般向けの最初の翻訳であり、現代フィンランド語で最初に書かれた翻訳である。1859年に改訂されているが「1776年聖書」はリバイバル派とフィンランド福音ルター派教会で今日も使われている。新しい翻訳と異なりこの版はテクストゥス・レセプトゥスに基づいており、簡単に言ってしまえばジェームズ王版聖書と同じ位置を占めているのである。
20世紀初頭になって再び新しい翻訳が要求されるようになり翻訳委員会が1911年に設立された。準備が整ったのが1933年であり、1938年に聖書全体が出版された。この翻訳はしばしば「1938年教会聖書」（Vuoden 1938 kirkkoraamattu）と呼ばれている。フィンランド・ルター派教会によって訳され、ルター派で用いられている。「原語とフィンランド語で単語を1対1対応させる」という翻訳原則のために文章は大変に古風であり、時代遅れの方言も使っている。この1938年版は旧約聖書と第2聖典と新約聖書を含んでいる。
もっとも新しい公式なフィンランド語翻訳は1992年の「新教会聖書」（Uusi kirkkoraamattu）と呼ばれるものである。フィンランド初の共同訳であり、翻訳委員会にはフィンランド・ルター教会からだけではなく、研究者やフィンランド正教会、フィンランド・カトリック教会が参加し、すべてのキリスト教共同体で用いられることを目指した。この1992年版の翻訳原則は文脈を重視した翻訳である。逐語訳ではなく、文脈を可能な限り正確に翻訳しようとするものである。初版は旧約と新約の両聖書が含まれているだけだったが、2004年になって第2聖典も出た。
フィンランド語訳のなかでも公認されていないものにエホバの証人が用いている新世界訳聖書（フィンランド語：Uuden Maailman käännös）がある。この翻訳の原則は1938年の版から変わらず、可能な限り逐語訳であると主張している。ただし、新世界訳聖書はエホバの証人の独自の教義により不正確な部分があるとされる。キリストの神格に関する見解のようにキリスト教の根本教義を拒否することによって生じている自己流解釈からいくつもの間違いを新世界訳は含んでいるとされ、キリスト教界からは異端と見なされていることは注意すべきである。
最近、聖書の一部がフィンランドの少数民族の言葉へ翻訳されている。

## 翻訳文の比較
| フィンランド語訳 | Johanneksen evankeliumi 3:16 |
| ---------------- | --- |
| 1776             | Sillä niin on Jumala maailmaa rakastanut, että hän antoi ainoan Poikansa, että jokainen, joka uskoo hänen päällensä, ei pidä hukkuman, mutta ijankaikkisen elämän saaman. |
| 1938             | Sillä niin on Jumala maailmaa rakastanut, että hän antoi ainokaisen Poikansa, ettei yksikään, joka häneen uskoo, hukkuisi, vaan hänellä olisi iankaikkinen elämä.         |
| 1992             | Jumala on rakastanut maailmaa niin paljon, että antoi ainoan Poikansa, jottei yksikään, joka häneen uskoo, joutuisi kadotukseen, vaan saisi iankaikkisen elämän.          |

日本語では：神は、その独り子をお与えになったほどに、世を愛された。独り子を信じる者が一人も滅びないで、永遠の命を得るためである。（新共同訳聖書）